# Ford en Top Race
La historia de la marca Ford en la categoría Top Race es una de las más reconocidas en la historia de esta disciplina, teniendo su máximo protagonismo durante las épocas de renovación y evolución que experimentara la misma, a partir del año 2005. Históricamente, en el automovilismo argentino esta marca estuvo emparentada principalmente con las categorías Turismo Carretera y Turismo Competición 2000, cimentando su presencia principalmente, por la gran cantidad de títulos cosechados entre ambas categorías.
A pesar de que el primitivo reglamento de Top Race homologaba el uso de cualquier vehículo, los modelos de Ford comenzarían a verse aunque con poca notoriedad, a partir de los años 2000 teniendo su consagración definitiva en el año 2004 con el campeonato logrado por Ernesto Bessone II. En ese entonces, comenzaban a circular las primeras unidades del Ford Mondeo I, el Ford Focus I y el Ford Escort Zetec.
Tras este título, en el año 2005 se anunció la reformulación del Top Race, creándose la Top Race V6, divisional en la que Ford adquirió el protagonismo negado en la primera etapa de la categoría, gracias al nuevo reglamento que permitió el desarrollo de unidades con carrocerías de imitación fabricadas en fibra de vidrio. En este sentido, el modelo elegido y que ha representado a Ford desde la reformulación de la categoría, fue el Ford Mondeo, siendo primeramente presentada su segunda generación en el año 2005, mientras que para el año 2009 vio la luz la tercera generación. Al mismo tiempo, las siluetas de este modelo fueron también homologadas para sus participaciones en las divisionales Top Race Junior y Top Race Series.
A lo largo de su participación en la historia del Top Race, Ford fue representada por los modelos Escort, Focus I y Mondeo, este último en sus primeras tres generaciones.

## Historia

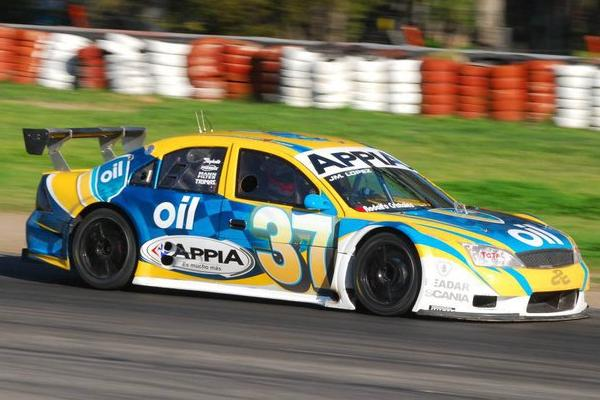
Unidad Ford Mondeo II de Top Race V6 (2005-2011).

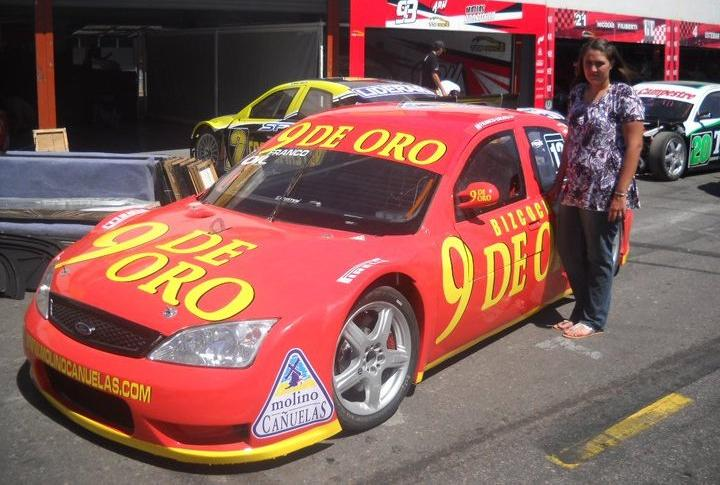
Unidad Ford Mondeo II de Top Race Junior (2007-2010 y 2012-2013) y Series (2010-2011).

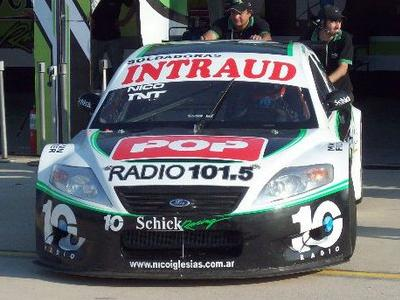
Unidad Ford Mondeo III de TRV6 (2009-2011) y Series (2012-2014).

En los comienzos del Top Race, Ford no fue una marca muy tradicional en esta categoría. El modelo homologado para competir en ella era el Ford Mondeo I, modelo que concursó sin resultados relevantes entre los años 1997 y 2004. Sin embargo, debido al reglamento que permitía la libre preparación y elección de unidades a sus competidores, comenzaron a incursionar en la categoría modelos del segmento C como el Ford Escort o el Ford Focus. Estos modelos, llegarían a alzarse con diferentes triunfos ese año, siendo el Escort quien terminaría dándole el título a fin de ese año a una marca casi sin tradición dentro de la categoría.
El máximo protagonismo de Ford en Top Race, llegaría con la creación de la división TRV6, donde el parque automotor fue reformulado, poniendo prototipos motorizados con la misma planta impulsora, montados a la misma estructura de chasis y con siluetas que imitaban las líneas de los modelos de alta gama de las marcas más populares del país. En este grupo, el modelo elegido para representar a Ford, fue el Ford Mondeo II, el cual se enfrentaría a rivales como el Chevrolet Vectra II o el Renault Laguna II. En su primer año en la categoría, los pilotos que concursaban con unidades Mondeo eran aproximadamente la mayoría, teniendo entre los más destacados al campeón Ernesto Bessone, Omar Martínez, Diego Aventín, Henry Martin, Daniel Cingolani o Gabriel Ponce de León entre otros. Este año, el Mondeo se llevaría dos triunfos con diferentes pilotos (Martin y Ponce de León). Al finalizar el torneo, Omar Martínez cerraría el año en la tercera posición, siendo el mejor representante de la marca.
En el año 2006, el Mondeo obtendría su primer título en la categoría TRV6, justamente al proclamarse Omar Martínez como campeón. De esta manera, el piloto entrerriano obtendría su revancha del año anterior, y le daría el primer título de la especialidad a la marca, nivelando la balanza con su tradicional rival Chevrolet. Ese año, Martínez se llevaría cuatro triunfos, de los cuales tres fueron en carreras clasificatorias, dispuestas por el reglamento vigente en ese año, y una en una carrera final. Además de Martínez, cinco pilotos más obtendrían triunfos en finales y series, cerrando un gran año para la marca.  
En 2007, es Diego Aventín quien llevaría en alto el estandarte de la marca, peleando el torneo con Emiliano Spataro, quien a la postre terminaría consagrándose campeón. En este año, los resultados mostrados por el modelo Mondeo, hizo que tres Mondeo finalizasen el año en el Top 4 por detrás del campeón Spataro, quien conducía un Volkswagen Passat. En tanto que el campeón de 2006, Omar Martínez, cerraría el año en la sexta plaza, sumando un Mondeo más al Top 10 del 2007. En este torneo, cinco pilotos conocerían el triunfo entre carreras finales y clasificatorias.
Este mismo año, se crearía la categoría Top Race Junior (hoy TR Series), de la cual el Ford Mondeo II tomaría partido frente al Chevrolet Vectra II y el Alfa Romeo 156. En este torneo, Gonzalo Perlo tendría éxito al obtener el subcampeonato y ser el mejor representante de la marca. Al mismo tiempo, Perlo cerraría el año como el máximo ganador con tres triunfos. Para el año 2008, el patrón de homologación fue reformulado, dando lugar inicialmente a cuatro marcas, para luego dar espacio a una más. En este grupo, el Mondeo fue reconfirmado en su puesto dentro del TRV6, mientras que los otros modelos confirmados fueron el Mercedes-Benz Clase C, el Volkswagen Passat V y el Peugeot 407. A este grupo, el Chevrolet Vectra II volvería a sumarse a comienzos del año. El 2008 fue muy atípico para la marca Ford en el TRV6, ya que solo cuatro automóviles cerraron el año en el Top 10, siendo el mejor de ellos Omar Martínez quien recién figuraría en la sexta ubicación con 164 unidades. En cuanto a victorias, solamente Henry Martin y Norberto Fontana llegarían la máximo escalón del podio. Mientras tanto, en el TR Junior, el joven Gonzalo Perlo, que el año anterior alcanzaría el subcampeonato, se tomaría revancha llevándose el torneo de ese año.
En el año 2009, nuevamente el Mondeo dominaría las acciones en la categoría mayor, sin embargo esta definición tendría su toque de polémica, ya que los máximos aspirantes a ese título venían arrastrando una rivalidad que había florecido ese mismo año, pero en la categoría TC 2000. Se trataba de José María López (expiloto tester de Fórmula 1, quien había arrancado el año compitiendo con un Mercedes-Benz Clase C, para luego de tres carreras pasar a utilizar un Mondeo) y Juan Manuel Silva (ex-campeón de Turismo Carretera y TC 2000 que corrió gran parte del torneo con un Mercedes-Benz Clase C, para cambiar a fines del torneo por un Mondeo). Estos pilotos, comenzaron su rivalidad en el TC 2000 donde compartían el mismo equipo y la trasladaron al TRV6. En este torneo, Silva atacaría llevándose las dos últimas etapas del año (Invierno y Primavera, esta última con Ford), pero López terminaría respondiendo llevándose el torneo. A pesar de ello, el rendimiento del vehículo de López fue blanco de duros cuestionamientos, más aún luego de conocerse un plan ideado por Top Race para poder devolverlo a la Fórmula 1, campaña que terminaría en un rotundo fracaso y en un escandaloso fraude que involucraría al Gobierno Nacional.
Justamente en esta año, se anunciaría la renovación del parque automotor, con vistas a la temporada 2010 del Top Race. Uno de los nuevos modelos presentados, fue la segunda generación del Mondeo TRV6, la cual estaba basada en el modelo Ford Mondeo III y de la cual se estrenarían dos unidades ese mismo año, al mando de Gastón Mazzacane y el debutante Gonzalo Perlo. A pesar de este estreno, varios pilotos de la marca mantendrían en pista hasta el día de hoy sus unidades Mondeo II, siendo dos los representantes de la marca del óvalo.
En 2010, nuevamente Ford pondría primera en el primer semestre del año, cuando se organizara la Copa América 2010 para las dos divisionales de la categoría. En este torneo de seis fechas, tanto en el TRV6 como en el Top Race Series se consagraron pilotos de la marca, ya que en la clase mayor Guido Falaschi se llevaría el título, habiendo ganado solamente una competencia, mientras que en la clase menor, el honor recayó en manos del correntino Humberto Krujoski, quien al comando de su Ford Mondeo II, se alzaría con el título de campeón, tras haber ganado en dos oportunidades. Sin embargo, en el segundo semestre nada pudo hacer ante el avance de la competencia, que terminaría llevándose el cierre del año con un dominio abrumador.
Actualmente, la marca del óvalo está representada tanto en el Top Race V6 como en el Top Race Series por el modelo Ford Mondeo II, poseyendo además un modelo más de representación exclusiva en el TRV6, siendo este el Ford Mondeo III. En cuanto a los títulos obtenidos, esta marca lleva un acumulado de 6 títulos, siendo distribuidos tres en el TRV6 (2006, 2009 y 1.er semestre de 2010), dos en el TR Series (2008 y 1.er semestre de 2010) y uno en el Top Race Original (2004).

## Palmarés
| Título  | Categoría       | Piloto              | Automóvil         | Año     |
| ------- | --------------- | ------------------- | ----------------- | ------- |
| Campeón | Top Race        | Ernesto Bessone II  | Ford Escort Zetec | 2004    |
| Campeón | Top Race V6     | Omar Martínez       | Ford Mondeo II    | 2006    |
| Campeón | Top Race V6     | José María López    | Ford Mondeo II    | 2009    |
| Campeón | Top Race V6     | Guido Falaschi      | Ford Mondeo II    | CA 2010 |
| Campeón | Top Race Series | Federico Lifschitz  | Ford Mondeo II    | 2011    |
| Campeón | Top Race Series | Humberto Krujoski   | Ford Mondeo III   | 2012    |
| Campeón | Top Race Junior | Gonzalo Perlo       | Ford Mondeo II    | 2008    |
| Campeón | Top Race Junior | Humberto Krujoski   | Ford Mondeo II    | CA 2010 |
| Campeón | Top Race Junior | Facundo Della Motta | Ford Mondeo II    | 2012    |
| Campeón | Top Race NOA    | Eduardo Maidana     | Ford Mondeo II    | 2012    |
| Campeón | Top Race NOA    | Peter Olaz          | Ford Mondeo II    | 2013    |

## Pilotos ganadores con la marca en TRV6
- Omar Martínez
- Daniel Cingolani
- Henry Martin
- Gabriel Ponce de León
- Juan Bautista De Benedictis
- Diego Aventín
- Norberto Fontana
- José María López
- Guido Falaschi
- Juan Manuel Silva